# آنتونیو سیموئز
آنتونیو سیموئز (به پرتغالی: António Simões) بازیکن سابق فوتبال اهل پرتغال که در حال حاضر در رده مربی‌گری فعالیت می‌کند، آنتونیو سیموئز در دوران بازیگری ۱۴ ساله خود در باشگاه مطرح پرتغالی بنفیکا عضویت داشته‌است؛ و در جام جهانی فوتبال ۱۹۶۶ به همراه اوزه‌بیو و دیگر ستارگان آن دوران تیم ملی فوتبال پرتغال به عنوان سومی جهان رسیده‌است. وی در حال حاضر دستیار کارلوس کیروش سرمربی تیم ملی فوتبال ایران و سرمربی تیم ملی فوتبال ب ایران است.